# Refinería Olmeca
La Refinería Olmeca, anteriormente llamada refinería de Dos Bocas, es una refinería de petróleo ubicada en el puerto de Dos Bocas en el estado mexicano de Tabasco. Junto a otras seis, forma parte del Sistema Nacional de Refinación (SNR), propiedad de la empresa Petróleos Mexicanos (PEMEX). Su construcción inició el 1 de agosto de 2019 y se inauguró el 1 de julio de 2022. Actualmente se encuentra en operacion con 220 Mbpd de proceso de crudo al 65 % de su capacidad total. Su primer Gerente y actual es el Maestro en Ingeniería Química de procesos de Refinación Julio César Aguilar Benítez, originario de Ciudad Ixtepec Oaxaca.

## Historia
Antes de Olmeca, la más reciente construcción de una refinería de PEMEX fue en 1980 durante el gobierno de José López Portillo.
A finales de 2018 el gobierno presentó un Plan Nacional de Infraestructura que incluía ciento cincuenta y siete proyectos que, entre otros megaproyectos como el Tren Maya, incluía la refinería de Dos Bocas.
El 1 de julio de 2022 el presidente de México inauguró la planta; los administradores estimaron que la producción de combustibles iniciaría en 2023 mientras que ciertos expertos no esperaban producción a capacidad máxima sino hasta en 2025.
Durante el mes de junio de 2025, la Refinería Olmeca procesó un promedio de 192 MBls. Por dia de crudo Maya de 21 ° API, produciendo un total de 66 Mbls. Por día de Diesel ecologico de ultra bajo azufre y 83 Mbls. Por dia de gasolinas Magna UBA y Premium, alcanzando un 56.5 % de su capacidad nominal, con la mayor conversion en el Sistema Nacional de Refinación.

## Instalaciones
El terreno de construcción cubre un total de 556 ha. Por 35 km de ductos se conectará a la red nacional de poliductos para encontrarse hasta el entronque de Minatitlán (Veracruz). El proyecto consta de diecisiete plantas de proceso, cincuenta y seis tanques de almacenamiento, treinta y cuatro esferas, talleres, edificios administrativos y de servicios y cuartos de control.
Además también incluye la construcción de un libramiento para impedir el congestionamiento urbano alrededor del municipio de Paraíso.
Cuando el gobierno anunció el proyecto, se estimó su costo total en 8,000 millones de dólares.  A fines de 2022, se estimaba el costo en 12,000 millones.
Es una refinería de alta conversión diseñada específicamente para procesar petróleo crudo pesado. La mayor parte de su carga proviene del 'Activo de producción Litoral Tabasco' dónde se ubican plataformas petrolíferas. Siendo el estado de Tabasco uno de los principales productores de petróleo a nivel nacional.
La refinería cuenta con dos unidades principales de destilación primaria, las cuales en su conjunto se denominan Unidad de destilación Combinada Maya, y tienen un capacidad procesamiento diario de 340 mil barriles de petróleo crudo.
También cuenta con una planta Coquizadora la cual permite aprovechar al máximo los residuos y ayuda a convertir gasóleo pesado y fueloil residual con alto contenido de azufre en productos limpios de mayor valor, como gasolina, combustible para aviones y combustible diésel maximizando así su rentabilidad.
La refinería también cuenta con unidades de proceso de hidrodesulfuración, craqueo catalítico y Alquilación. Así mismo cuenta con plantas de tratamiento de aguas, de efluentes y una planta de cogeneración de energía, la cual consta de 3 unidades, dos de ciclo combinado y una de gas. En total 17 plantas de proceso diseñadas bajo los más altos estándares internacionales. Siendo así una de las refinerías más modernas del mundo y se espera que en 2025 alcance su capacidad total de diseño para procesar petróleo crudo.

## Críticas
- La Secretaría de Energía aplicó para su construcción una metodología diferente a la prevista en la legislación, con el objetivo de ahorrar tiempo y reducir costos de producción. Con ello se omiten los pases de la Ley de Obra Pública y Servicios Relacionados y la Ley de Petróleos Mexicanos. Si existen inconformidades durante el proceso, se requeriría mucho más tiempo.[5]
- El Instituto Mexicano del Petróleo determinó que las tierras del Municipio de Paraíso, donde se quería construir la refinería, no eran adecuadas ya que contaban con un ecosistema muy rico. A pesar de ello, se deforestaron 220 hectáreas de selva y manglares. Lo cual ha puesto en peligro al cangrejo azul y ha sembrado miedo en algunos locales, los cuales creen que habrá más derrames petrolíferos en la laguna de Mecoacán, afectando a la pesca. También se teme que al aumentar el número de gases emitidos, la lluvia ácida sea más corrosiva con los cultivos. Este miedo viene precedido de que ya suceden estos fenómenos a causa del Puerto de Dos Bocas.[13]